# 만인의 연인
《만인의 연인》은 2022년에 개봉한 대한민국의 영화이다.

## 캐스팅
- 황보운 : 유진 역
- 서영희 : 영선 역
- 전석호 : 창호 역
- 우지현 : 진열 역
- 홍사빈 : 현욱 역
- 김민철 : 강우 역
- 박정연 : 혜선 역
- 이유지 : 샛별 역
- 조성준 : 크리스 역
- 이예지 : 창호 부인 역
- 김태윤 : 피자집 손님 역
- 윤서정 : 피자집 손님 역
- 류상헌 : 야구 동호인 역
- 김준석 : 야구 동호인 역
- 김진욱 : 야구 동호인 역
- 이승불 : 야구 동호인 역
- 김무섭 : 야구 동호인 역
- 김도경 : 진아 역
- 배연경 : 수진 역
- 김기림 : 수정 역
- 권순형 : 승혁 역
- 정기원 : 상현 역
- 민태홍 : 담로 역
- 안수빈 : 성미 역
- 곽진 : 샛별 담임 선생님 역
- 김은경 : 샛별 엄마 역
- 전아희 : 화장품 가게 직원 역
- 왕민정 : 아동복 전문점 직원 역
- 정지훈 : 강우 친구 역
- 전세환 : 강우 친구 역
- 김대진 : 옆집 아저씨 역
- 최명은 : 아디다스 매장 여고생 역
- 한해운 : 아디다스 매장 여고생 역
- 민하은 : 뽀뽀하는 커플 여 역
- 정태영 : 뽀뽀하는 커플 남 역
- 한아름 : 피자집 손님 일행 역
- 봉순이 : 옆집 개 역
- 손기호 : 현욱아빠 (목소리) 역
- 최정화 : 현욱엄마 (목소리) 역
- 성혜인 : 간호사 (목소리) 역